# Aphthona subovata
Aphthona subovata es un coleóptero de la familia Chrysomelidae. Fue descrita científicamente por primera vez en 1859 por Allard.